# (3523) Arina
(3523) Arina es un asteroide perteneciente al cinturón de asteroides, descubierto el 3 de octubre de 1975 por la astrónoma soviética Liudmila Chernyj desde el Observatorio Astrofísico de Crimea (República de Crimea, Rusia).

## Designación y nombre
Designado provisionalmente como 1975 TV2. Fue nombrado en homenaje a la cuidadora de Aleksandr Pushkin, que se llamaba Arina Rodiónovna Yakoleva.